# Pape Paté Diouf
Pape Paté Diouf (* 4. April 1986 in Dakar) ist ein senegalesischer Fußballspieler. 2012 gewann der Offensivspieler mit dem FC Kopenhagen den dänischen Landespokal.

## Sportlicher Werdegang
Diouf spielte in seinem Heimatland beim Sporting Club de Rufisque, ehe er Anfang 2006 vom amtierenden norwegischen Pokalsieger Molde FK in die norwegische Tippeligaen geholt wurde. In der Mannschaft um Daniel Berg Hestad, Matej Mavrič, Petter Rudi und Stian Ohr war der Nachwuchsspieler zunächst hauptsächlich Ersatzmann, ehe er sich in der zweiten Hälfte der Spielzeit 2006 zeitweise als Stammspieler etablierte. Trotz seiner fünf Saisontore verpasste der Klub den Klassenerhalt. Der Aufenthalt in der Adeccoligaen währte nur eine Spielzeit, nach dem direkten Wiederaufstieg etablierte er sich als Stammkraft in der norwegischen Eliteserie. Mit elf Saisontoren in der Spielzeit 2009 war der häufig als Stürmer eingesetzte Senegalese entscheiden an der Vizemeisterschaft hinter Rosenborg BK beteiligt. Im folgenden Jahr teilweise verletzungsbedingt gebremst, rutschte der Klub in die zweite Tabellenhälfte ab. 
Zu Beginn der Spielzeit 2011 lieferte Diouf sich gemeinsam mit Anthony Ujah von Lillestrøm SK ein Duell um die Spitze der Torjägerliste. Gemeinsam verließen sie zur Saisonmitte Norwegen, während Ujah zum 1. FSV Mainz 05 in die deutsche Bundesliga wechselte, zog es den bis dato in 14 Spielen zwölf Mal erfolgreichen Diouf zum FC Kopenhagen nach Dänemark. Während Molde FK zum Saisonende erstmals norwegischer Meister wurde, verpasste der unter Trainer Roland Nilsson und dessen Nachfolger Carsten Vagn Jensen vornehmlich als Außenstürmer oder offensiver Mittelfeldspieler eingesetzte Neueinkauf als Tabellenzweiter hinter dem FC Nordsjælland den vierten Meistertitel in Serie. Dennoch blieb die Spielzeit nicht ohne Titelgewinn, im Pokalendspiel gegen den AC Horsens erzielte sein Mitspieler Claudemir den spielentscheidenden Treffer zum 1:0-Erfolg.
Diouf kehrte 2012 auf Leihbasis nach Molde zurück. Von dort wurde er 2013 zu Esbjerg fB nach Dänemark weiterverliehen. 2014 wurde er von Molde FK verpflichtet, aber 2015 an Odds BK verliehen, wo er 2017 fest unter Vertrag genommen wurde.